# ادی براون (بازیکن فوتبال، زاده ۲۰۰۰)
ادی براون (انگلیسی: Eddie Brown؛ زادهٔ ۲۷ نوامبر ۲۰۰۰) بازیکن فوتبال اهل بریتانیا است.
از باشگاه‌هایی که در آن بازی کرده‌است می‌توان به باشگاه فوتبال بولتون واندررز اشاره کرد.